# That’s Amore
That’s Amore (deutsch: Das ist Liebe) ist ein im Jahr 1952 von Harry Warren komponiertes Lied mit dem Text von Jack Brooks. Das Lied wurde in dem im Jahr 1953 erschienenen Film Der Tolpatsch veröffentlicht. Es erhielt in der von Dean Martin gesungenen Version eine Oscar-Nominierung.
Das Lied erreichte Platz eins in den US-amerikanischen Billboard Hot 100-Charts. Für Dean Martin wurde That’s Amore sein Erkennungssong. In der Liste der meistverkauften Singles in den USA (1954) erreichte der Song Platz 16. Er wurde von vielen anderen Musikern gecovert, so im Jahr 1960 von Connie Francis und im Jahr 1976 von Bobby Vinton. Das Lied wurde außerdem in dem Film Mondsüchtig, einer romantischen US-amerikanischen Filmkomödie aus dem Jahr 1987 mit Cher und Nicolas Cage, verwendet. Im Film Das Fenster zum Hof von Alfred Hitchcock aus dem Jahr 1954 ist u. a. in der Abschlussszene vor dem Abspann eine Instrumentalversion des Liedes zu hören.